# Bahasa Binan
Bahasa Binan (även Bahasa gay, Bahasa banci eller Bahasa béncong) är en språklig variation eller kryptolekt som används bland den indonesiska regnbågsgemenskapen för att kommunicera mer fritt. Det är ett verktyg att skapa känslan av samhörighet bland dem sexuella minoriteter i Indonesien.. 
Varianten antas ha uppkommit på 1960-talet. Sedan 1980-talet har Bahasa Binan varit allt mer synligare i den indonesiska median och attityderna till varianten har blivit mer accepterande. I dagens läge är varianten inte mer en hemlighet utan en daglig form av slang. Slangen är fortfarande viktig för dem sexuella minoriteter som använder den på sociala medier för att hålla sina diskussioner privata.
Ett markerat särdrag är att använda regelbundna mallar att modifiera ord på indonesiska. Den populäraste mallen är att byta ordets stamvokal till -e- och ändelse till -ong eller -es: homo > hemong (homosexuell), kontol > ketes (penis), nyabo > nyebong (att prostitutera), polisi > polesong (polis).
Kända personligheter som sysslar med Bahasa Binan är forskare Tom Boellstroff och aktivist Dede Oetomo.

## Exempel
Bahasa Binan tar nytta av reduplikation för att skapa nya ord: bl.a. tari-tarian (att ha sex), bulbul (främling), cumi-cumi (kyssande) eller jeli-jeli (att slicka).

### Ordlista
| Bahasa Binan     | Ursprungliga meningen (och språk)                                    | Svenska                           |
| ---------------- | -------------------------------------------------------------------- | --------------------------------- |
| Hitler           | Adolf Hitler                                                         | svart                             |
| Munawir Sjadzali | Munawir Sjadzali (tidigare indonesisk minister för religiösa ärande) | hycklare                          |
| Malida           | populärt kvinnligt namn                                              | blyg                              |
| spleen           | spelen (från nederländska)                                           | att ha sex                        |
| karpet           | matta (från engelska)                                                | en hårig bröst eller kropp        |
| bbc              | BBC                                                                  | nån som för cykeltaxi             |
| sundari          | populärt namn                                                        | kvinnlig prostitut                |
| jeruk            | appelsin                                                             | utpressare                        |
| mandi kucing     | katten som slicker sig ren                                           | att slicka sin partner            |
| kalengan         | bifogad                                                              | någon som har inte ännu kommit ut |
| garu'an          | garukan                                                              | räd                               |

Källa: